# Amargéti
Amargéti är en ort i Cypern.   Den ligger i distriktet Eparchía Páfou, i den sydvästra delen av landet, 80 km sydväst om huvudstaden Nicosia. Amargéti ligger 340 meter över havet och antalet invånare är 178. Den ligger på ön Cypern.
Terrängen runt Amargéti är kuperad. Trakten runt Amargéti är mycket glesbefolkad, med 6 invånare per kvadratkilometer. Närmaste större samhälle är Pafos, 15,3 km väster om Amargéti. Trakten runt Amargéti består till största delen av jordbruksmark.
Medelhavsklimat råder i trakten. Årsmedeltemperaturen i trakten är 21 °C. Den varmaste månaden är juli, då medeltemperaturen är 32 °C, och den kallaste är februari, med 11 °C. Genomsnittlig årsnederbörd är 572 millimeter. Den regnigaste månaden är januari, med i genomsnitt 123 mm nederbörd, och den torraste är augusti, med 2 mm nederbörd.